# 프레이아 앨런
프레이아 앨런(영어: Freya Allan, 2001년 9월 6일 ~ )은 잉글랜드의 배우이다. 넷플릭스 드라마 《위쳐》에서 시리 공주 역으로 출연한다.
《위쳐》는 프레이아 앨런의 첫 번째의 주연작으로, 그 이전에는 《인투 더 배드랜즈》 등의 단역 출연이 전부였다. 처음에는 시리 역을 맡을 예정이 아니었고 더 작은 역할에 캐스팅된 것이었다. 《위쳐》 제작자 로런 슈밋 히스릭에 따르면 앨런은 더 비중이 작은 역할을 맡을 예정이었으나, 시리 공주 역 배우가 구해지지 않자 캐스팅 감독 소피 홀랜드의 제안으로 앨런이 시리 역을 맡는 것으로 변경되었다. 앨런은 자신이 맡은 캐릭터 시리에 대해 '적극적이고 고집세다(feisty and stubborn). 잔인한 바깥 세계를 전혀 경험하지 못한 순진한 인물'이라고 설명하였다.

## 출연작 목록

### TV 드라마
| 연도      | 제목             | 원제                  | 배역     | 비고                   |
| --------- | ---------------- | --------------------- | -------- | ---------------------- |
| 2018      | 인투 더 배드랜즈 | Into the Badlands     | 미네르바 | 단역, 에밀리 비첨 아역 |
| 2019      | 우주 전쟁        | The War of the Worlds | 메리     | 단역                   |
| 2019-현재 | 위쳐             | The Witcher           | 시리     | 주연                   |
| 2020      | 제3의 날         | The Third Day         | 칼리     | 미니시리즈             |

### 영화
| 연도 | 제목                  | 원제                              | 배역                 | 비고           |
| ---- | --------------------- | --------------------------------- | -------------------- | -------------- |
| 2017 | 파랑새                | Bluebird                          | 대니                 | 단편           |
| 2017 | 크리스마스 트리       | The Christmas Tree                | 크리스마스 트리 여자 | 단편           |
| 2017 | 캡틴 피어스           | Captain Fierce                    | 린다                 | 단편           |
| 2021 | 건파우더 밀크셰이크   | Gunpowder Milkshake               | 샘                   | 캐런 길런 아역 |
| 2024 | 혹성탈출: 새로운 시대 | Kingdom of the Planet of the Apes | 노바 / 메이          |                |